# KC & The Sunshine Band
KC & the Sunshine Band je americká hudební skupina, která byla založená v roce 1973 v Miami. K jejich repertoáru patří funk, R&B a disco. Jejich nejslavnější písničky jsou "That's the Way (I Like It)", "(Shake, Shake, Shake) Shake Your Booty", "I'm Your Boogie Man" či post-discové "Give It Up". Pojmenovali se podle frontmanova příjmení - jmenuje se Harry Wayne Casey - a podle Floridy, o které se někdy říká, že to je "sluneční stát" ("sunshine" znamená sluneční svit).

## Diskografie

### Alba
- Do It Good (1974)
- KC and the Sunshine Band (1975) US #4, UK #26
- The Sound of Sunshine (1975) US #131
- Part 3 (1976) US #13
- Who Do Ya Love (1978) US #36
- Do You Wanna Go Party (1979) US #50
- Space Cadet (1981)
- The Painter (1981)
- All in a Night's Work (1982) UK #46
- KC Ten (1984) US #93
- Oh Yeah! (1993)
- I'll Be There for You (2001)
- Yummy (2007)